# Pactul de stabilitate și creștere
Pactul de stabilitate și de creștere este un acord între cele 28 de state membre ale Uniunii Europene creat cu scopul de a facilita și a menține Uniunea Economică și Monetară.

## Obiectivul bugetar pe termen mediu
Obiectivul bugetar pe termen mediu — în engleză: Medium-Term budgetary Objective (MTO) — reprezintă efortul bugetar pentru eliminarea riscului de depășire a deficitului bugetar de 3% din PIB, prevăzut în Tratatul de aderare, și care asigură, pe termen lung, stabilitatea finanțelor publice.
România, alături de alte 24 de state europene, a semnat în 2012 Tratatul privind stabilitatea și guvernanța în Uniunea Economică și Monetară ce prevede împărțirea controlului național asupra bugetului și asupra fiscalității cu reprezentanții Comisiei Europene.
Prin acest Tratat, România și-a asumat să reducă deficitul structural până la nivelul de 1% din PIB în 2015.
Termenul MTO a făcut deliciul presei românești în iulie 2014 în urma unei confruntări dintre președinte și prim ministru.